# Приштинский университет (1969—1999)
Университет Приштины — высшее учебное заведение, основанное в Социалистическом автономном крае Косово, Социалистической Республики Сербии (Югославии) в городе Приштина в 1969—1970 учебном году и функционировавшее до 1999 года. В результате политических и военных потрясений, и последовавших за ними взаимные изгнаний преподавателей разной этнической принадлежности, в городе появились два никак не связанных друг с другом ВУЗа, использующих одно и то же название на разных языках: албаноязычный университет Приштины (алб. Universiteti I Prishtinës) и сербскоязычный Приштинский университет, перебазировавшийся в Северное Косово.

## История

### Основание
Первые высшие учебные заведения в Косово были созданы в 1958—1969 годах и функционировали как независимо, так и в составе Белградского университета. Поскольку Союз коммунистов Косово просил в тот период о более широком самоуправлении в регионе, в ноябре 1968 года в Косово произошли массовые акции протеста, связанные с требованием широкой автономией. В результате в 1969—1970 годах был основан университет Приштины. Первыми факультетами нового университета стали инженерный, медицинский, юридический и философский, а языками обучения — албанский и сербохорватский. Из-за двуязычия образовательного процесса, ВУЗ в Приштине уже тогда часто рассматривали как два отдельных университета.
Албанские лидеры Косово во главе с Фадилем Ходжа приветствовали создание университета, но выразили мнение, что он является и важной вехой в достижении политического равенства в рамках федерации, а не конечной целью. В то время как открытие университета поддерживал Иосип Броз Тито, по словам лидера коммунистов Косово того времени, университет столкнулся с сильной политической оппозицией сербских коммунистов, которые считали его открытие «предвестником автономии Косово». В 1971 году сербы и черногорцы протестовали против открытия ВУЗа.

### 1970-е годы
В 1970-е годы университет быстро рос: особенно, в отношении преподавания на албанском языке — от 7 712 учащихся в 1969/1970 учебном году до 43 321 в 1980/1981. Это стало максимальным количеством студентом, когда-либо учившемся в ВУЗе. Считается, что «в идеологическом плане» учебное заведение способствовало «укреплению албанского национального сознания» в регионе. В частности, в тот период университет стал местом повторных албанских националистических протестов; в 1974 году по меньшей мере 100 его студентов были арестованы за участие в протестных акциях.

### Демонстрации 1981 года
Университет стал «отправной точкой» в студенческих протестах в Косове в 1981 году. В то же время в стране имелась высокая безработица и образованные и возмущенные своим положением албанцы становились источником для набора новобранцем для протестных акций. Кроме того, сербское и черногорское население Косово возмущалось «экономическим и социальным бременем», которым оно считало многочисленных студентов университета: к 1981 году в университете Приштины числился каждый десятый житель города.
Демонстрации начались 11 марта 1981 года — первоначально, в виде стихийного протеста небольшого масштаба, направленного на улучшение питания в студенческой столовой и общего улучшения условий жизни в местных общежитиях. Протестные акции были разогнаны полицией, но возобновились через две недели, 26 марта 1981 года. На этот раз полиция применила силу против сидячей «забастовки» албанских студентов в общежитии — 35 человек были ранены, а 21 студент был арестован. Насилие против студентов спровоцировало массовые демонстрации уже по всей территории Косово, сопровождавшиеся беспорядками и многочисленными жертвами.
После данных демонстраций, ряды университетских преподавателей и студентов «были очищены» от тех, кого администрация сочла «сепаратистами». В тот период 226 студентов и работников ВУЗа были осуждены и приговорены к лишению свободы (максимальное наказание составило пятнадцать лет тюрьмы). Президент университета и два ректора были заменены сторонники «жесткой линии», проводимой коммунистической партией. Университету также было запрещено использовать учебники, импортировавшиеся из Албании; а затем — стало можно использовать только книги, переведенные с сербско-хорватского языка.
Демонстрации также вызвали негативную реакцию среди сербских политиков. Университет получил от сербских коммунистических руководителей обозначения «крепости национализма».

## 1980-е годы
В 1980-х годах университет продолжал поддерживать просьбы об изменении статуса Косово, а также — распространять идеологию Энвера Ходжа и маоизма, пропагандирую создание Великой Албании. Между тем, фактическая работа университета была практически невозможна из-за частых албанских демонстраций и политической борьбы между сербскими и албанскими членами администрации ВУЗа. Иногда, все общежития были вовсе закрыты.

## С 1990 по 1998 год
Сербский политик, а позднее и лидер страны, Слободан Милошевич успешно использовал косовский вопрос на выборах президента Сербии в 1989 году. Ещё в конце 1980-х годов, при его непосредственном участии, конституция Сербии была изменена, а автономия Косова — свернута. В частности, управление университетом было передано от провинциальных властей Белграду.